# Дуранго (држава)
Дуранго (шп. Estado de Durango), држава је Мексика. Налази се на северозападно од централног дела Мексика. Има површину од 123.181 km² и 1.450.000 становника. 
Шпански конкистадори назвали су овај крај по шпанском граду Дуранго у Баскији. У колонијално доба, данашње државе Дуранго и Чивава биле су познате под заједничким именом Нуева Визкаја („Нова Баскија“). 
Територија се углавном састоји из пустињских брежуљака западних обронака планине Западне Сијера Мадре. Главни град државе, Викторија де Дуранго, најчешће само скраћено Дуранго, у имену садржи презиме првог председника Мексика, Гвадалупе Викторије, који је потекао из ове државе. Остали важнији градови Дуранга су Гомез Паласио и Лердо. 

## Становништво
| 1990.     | 1995.     | 2000.     | 2005.     | 2010.     |
| --------- | --------- | --------- | --------- | --------- |
| 1.349.378 | 1.431.748 | 1.448.661 | 1.509.117 | 1.632.934 |